# Anopheles minimus
Anopheles minimus är en tvåvingeart som beskrevs av Theobald 1901. Anopheles minimus ingår i släktet Anopheles och familjen stickmyggor. Inga underarter finns listade i Catalogue of Life.